# Aurícula (botánica)

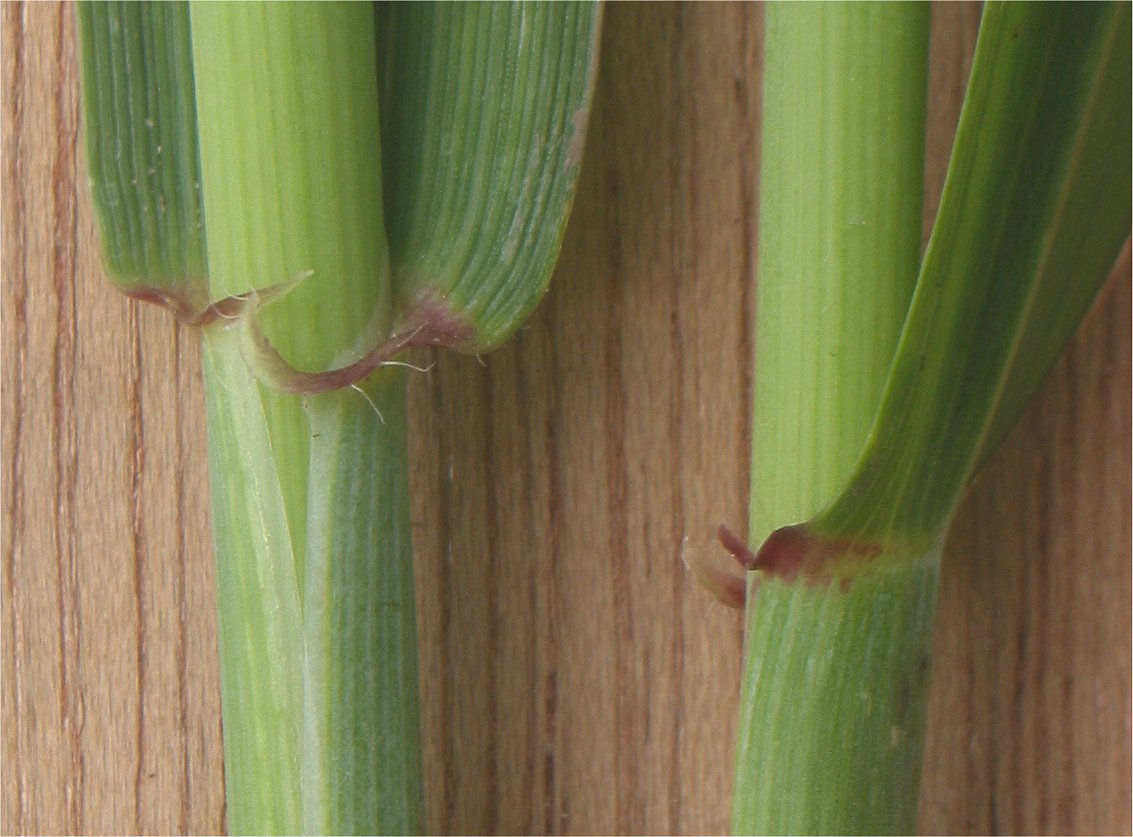
Aurículas en trigo (Triticum aestivum).

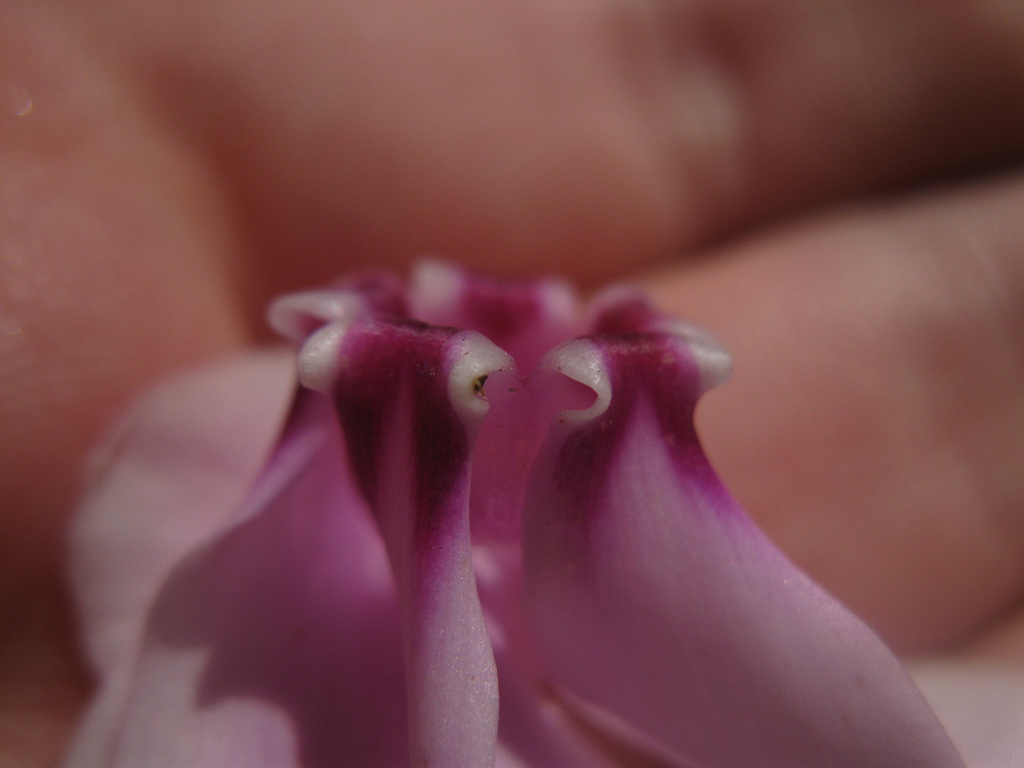
Cyclamen hederifolium con aurículas de los pétalos (la foto está invertida).

En botánica, aurícula (del Latín auricula, diminutivo de auris, el lóbulo exterior de la oreja) es un lóbulo foliáceo normalmente de pequeño tamaño situado en la base del limbo, junto al peciolo, que por su forma, recuerda a una orejita. Un órgano que lleva aurícula se dice auriculado. 
En ciertos géneros, como Cyclamen (Primulaceae), se refiere a la "excrecencia" contorta, en forma de oreja, que se encuentra en el ángulo de torsión de los pétalos, en el punto donde estos se vuelven extrorsos.